# Ciwalat
Ciwalat is een bestuurslaag in het regentschap Sukabumi van de provincie West-Java, Indonesië. Ciwalat telt 4104 inwoners (volkstelling 2010).